# Druckweiterverarbeitung
Druckweiterverarbeitung bezeichnet den letzten Fertigungsschritt für gedruckte Informationen. Sie erzeugt aus Bedruckstoffen Endprodukte wie Briefbogen, Broschüren, Bücher oder Etiketten.
Die Bedruckstoffverarbeitung gliedert sich grob in folgende Bereiche:
- Buchbinderische Verarbeitung
- Allgemeine Papierverarbeitung
- Verpackungsmittelherstellung

Als letzter Fertigungsschritt hat die Druckweiterverarbeitung einen wichtigen Anteil an der optischen, funktionalen und bedarfsgerechten Qualität des Produkts. Daher muss sie bereits bei der Gestaltung, Planung und Arbeitsvorbereitung eines Produkts berücksichtigt werden.